# 第一紅寶
第一紅寶（英語：Daiichi Ruby）是日本純種競賽馬匹。父系是「天馬」Tosho Boy（トウショウボーイ），母系是隸屬「華麗一族」（華麗なる一族）牝系的Hagino Top Lady（ハギノトップレディ），父系和母系有着「夢幻配合」的評價，拍賣價格達1億日圓，因而有「1億日圓雌馬」（1億円牝馬）之稱。生涯活躍於短途至一哩賽事，總戰績為18戰6勝，名次分佈為6-6-1-5，勝場當中包括一級賽事1991年安田紀念及同年短途馬錦標，亦以生涯累積獎金4億3171萬1600日圓打破當時雌馬的獎金紀錄。1992年5月正式退役後，成為繁殖雌馬，直至去世前產下7匹子嗣。

## 出賽前
1987年4月15日出生於北海道浦河町荻伏牧場，由於其優秀的血統以於成長途中被馬主辻本春雄以破格的1億日圓購入。
其後交由栗東訓練中心練馬師伊藤雄二訓練。

## 競賽生涯

### 4歲（現3歲）
1990年2月25日出戰阪神競馬場2歲新馬戰，出閘後隨即搶佔位置進行領放，進入直路後進一步加速拋離對手，最終以5馬位優勢取得首勝。
其後出戰條件戰銀蓮花賞，於其中以拋離後方2馬位的姿態輕鬆奪得連勝。
4月8日出戰公開賽勿忘草賞，然而受限於軟地之下陷入苦戰，最終以第二完賽。
其後以優駿牝馬（日本橡樹大賽）爲目標出戰產經體育賞四歲牝馬特別，原定安排橫山典弘執繮，但於其有約在先下最終由增澤末夫代打策騎。比賽開始後，其於約莫第四有利位置推進，進入直路後率先衝出，可惜入最後關頭被橫山策騎的協榮龍頭超越，以頸位差距憾負。
5月20日按照計劃出戰優駿牝馬，重新由武豐策騎。比賽開始後，其因爲漏閘需要於後方位置追走，然而進入直路後由於其缺乏一定的末腳速度，最終無法大程度加速下以第五落敗。
夏季休養後於10月21日出戰玫瑰錦標，比賽初段選擇其一貫的先行戰術，並於第三的位置通過最後彎道。進入直路後，其嘗試加速衝出迫近前方的賽駒，然而開始力若下未能如願以償，最終再度獲得第五。
完成玫瑰錦標後原定以女皇伊利沙伯二世盃爲目標，但於11月6日被發現右後腳患有蜂窩組織炎，最終於陣營考慮後進入休養。

### 5歲（現4歲）
進入1991年，陣營考慮到其於上年度最後兩場比賽的失利，意識到其於中場距離適性上有所短板，因而決定安排其於本年度轉戰短途一哩戰線，並以1月7日的公開賽洛陽錦標作爲年度首戰。比賽開始後，雖然再次漏閘於後方追走，但於比賽途中展現優秀的衝刺速度，最終僅以1/2馬位差距敗於Pretty Hat得第二。
1月27日出戰京都牝馬特別，落後於Main Caster及Samantha Tosho取得第三人氣。比賽開始後，順利出閘的第一紅寶被騎師河內洋稍爲控制速度，於中團位置展開追走。進入直路後，其隨即於內欄位置快步衝出取得領先，後續保持速度下成功抵擋外檔Yusei Fairy及大外檔Samantha Tosho的追擊，以1/2馬位優勢取得首個分級賽冠軍。
2月24日出戰京都牝馬錦標，雖然需要背負56公斤的頂磅，但仍然以2.9倍的獨贏賠率取得第一人氣。比賽開始後，其於中團約莫第七的位置追走，進入對面直路後開始逐步發力，於第三彎道時成功進佔先頭位置。進入直路後，其雖然表現不俗且跑出優勢的加速力，但仍然無法超越前方一早取得領先的Yukino Sunrise及Eishin Wizard，最終以第三完賽。
其後出戰京王盃春季盃，落後目前一級賽兩勝的青竹回憶及1988年朝日盃三歲錦標冠軍Sakura Hokuto O取得第三人氣。比賽開始後，由於其在第16檔外檔位置發走，於出閘後選擇停留外檔有利位置推進，通過最後彎道時處於第四左右的位置。進入直路後，其應優秀的反應瞬間衝出進入獨走狀態，最終成功拋離後方追擊的Yukino Sunrise 1 3/4馬位再度取得分級賽冠軍。
5月12日出戰安田紀念，僅次於兩屆前的盟主青竹回憶取得第二人氣。比賽開始後，其選擇稍微墮後的姿態於後方位置展開推進，縱使面對前1000米57.6秒的超快步速仍然保持自身的緩慢節奏等待時機。進入直路後，領放及先行馬紛紛因初段的超快步速力盡，處於中團位置的大德日神趁機衝出並取得領先。然而此時第一紅寶於大外檔位置不斷衝刺，不但以凌厲的姿勢超越前方的大德日神，亦阻止成功阻止內欄的青竹回憶的追擊，最終以1 1/4馬位優勢取得首個一級賽冠軍，亦成爲1984年日本賽馬引分級制後首匹勝出安田紀念的雌馬。
其後出戰7月的高松宮盃重返2000米戰場，並於賽前獲得第一人氣。比賽開始後，前方由Towa Ruby帶出，大德日神跟隨其後，以第一紅寶則於第三的位置追走。進入直路後，前方的Towa Ruby開始力弱逐漸後退，取而代之爲大德日神及第一紅寶進佔領先位置並展開對先頭的爭奪，最終兩駒以平頭姿態衝線，而於照片判定下，賽會宣判第一紅寶以鼻位差距落敗得第二。
10月26日出戰天鵝錦標以備戰一哩冠軍賽，賽前取得第一人氣。比賽開始後，其繼續選擇先行戰術，進入直路後以優勢的反應衝出並一度取得領先，可惜最後關頭被處於內欄位置的K.S.Miracle超越，最終以頸位再度取得亞軍。
11月17日按照計劃出戰一哩冠軍賽，然而其於比賽初段出現漏閘，加上和青竹回憶發生碰撞而需要於後方位置追走。比賽途中雖然其不斷進行加速並進佔中團靠前的位置，但仍然於直路上敗於大德日神，最終以2 1/2馬位差距奪得三連亞。
其後出戰短途馬錦標，由於老對手之中的青竹回憶退役，而大德日神則選擇出戰有馬紀念而避戰，因而僅次於K.S.Miracle取得第二人氣。比賽開始後，其再度因爲漏閘未能進佔有利位置，因而於比賽初段選擇於後方位置追走。進入直路後，其逐步迫近前方賽駒，並於外檔位置加速後閃入馬群之中爆發末腳。最後200米時，由於前方的K.S.Miracle突然因煞停失速，第一紅寶成功奪得先頭位置並進入獨走狀態，最終保持速度下以破紀錄的1分7.6秒奪冠。此次勝利除了令其成爲日本賽馬史上首匹勝出兩次雄雌馬混合一級賽的雌馬外，亦令其以超越4億日圓的累積獎金打破日本雌馬最高獎金紀錄。
年末，由於其於年間勝出兩項短途及一哩一級賽，亦於一哩冠軍賽取得亞軍的優秀戰績，於評選中以勤苦全票的172票當選最佳5歲及以上雌馬，亦以151票當選最佳短途馬，但於日本馬王評選中則大敗於在本年度取得無敗二冠的東海帝王及勝出春季天皇賞的目白麥昆。

### 6歲（現5歲）
1992年其仍然現役，然而受到發情期的影響下表現急速下滑，出戰讀賣盃及京王盃春季盃僅獲得第六及第五，其後於安田紀念更以第十五大敗。
完成安田紀念後，陣營意識到其狀態經已不適合繼續出賽，考慮其往後作爲繁殖雌馬的價值後，遂安排其退役並於5月27日取消日本中央競馬會賽駒註冊。

### 詳細賽績
| 日期       | 舉辦國家 | 馬場 | 距離   | 級別 | 賽事名稱               | 負重 | 騎師     | 馬號 | 出馬 | 名次 | 時間   | 頭馬（二馬）       |
| ---------- | -------- | ---- | ------ | ---- | ---------------------- | ---- | -------- | ---- | ---- | ---- | ------ | ------------------ |
| 25/2/1990  | 日本     | 阪神 | 草1600 |      | 4歲新馬                | 52   | 武豐     | 8    | 9    | 1    | 1:37.9 | （Hidaka Artemis） |
| 24/3/1990  | 日本     | 阪神 | 草1600 |      | 銀蓮花賞               | 53   | 武豐     | 10   | 11   | 1    | 1:36.6 | （Makihata Glory） |
| 8/4/1990   | 日本     | 阪神 | 草2000 | OP   | 勿忘草賞               | 54   | 武豐     | 5    | 16   | 2    | 2:05.4 | Towa Ruby          |
| 29/4/1990  | 日本     | 東京 | 草2000 | GII  | 產經體育賞四歲牝馬特別 | 54   | 增澤末夫 | 13   | 16   | 2    | 2:01.5 | 協榮龍頭           |
| 20/5/1990  | 日本     | 東京 | 草2400 | GI   | 優駿牝馬               | 55   | 武豐     | 4    | 20   | 5    | 2:27.1 | Eishin Sunny       |
| 21/10/1990 | 日本     | 京都 | 草2000 | GII  | 玫瑰錦標               | 55   | 武豐     | 4    | 14   | 5    | 2:01.1 | Katsuno Jo O       |
| 7/1/1991   | 日本     | 京都 | 草1600 | OP   | 洛陽錦標               | 52   | 河内洋   | 1    | 16   | 2    | 1:35.2 | Pretty Hat         |
| 27/1/1991  | 日本     | 京都 | 草1600 | GIII | 京都牝馬特別           | 52   | 河内洋   | 2    | 16   | 1    | 1:34.8 | （Yusei Fairy）    |
| 24/2/1991  | 日本     | 中山 | 草1800 | GIII | 中山牝馬錦標           | 56   | 河内洋   | 7    | 14   | 3    | 1:47.9 | Yukino Sunrise     |
| 21/4/1991  | 日本     | 東京 | 草1400 | GII  | 京王盃春季盃           | 54   | 河内洋   | 16   | 18   | 1    | 1:21.5 | （Yukino Sunrise） |
| 12/5/1991  | 日本     | 東京 | 草1600 | GI   | 安田紀念               | 55   | 河内洋   | 4    | 16   | 1    | 1:33.8 | （大德日神）       |
| 7/7/1991   | 日本     | 中京 | 草2000 | GII  | 高松宮盃               | 57   | 河内洋   | 8    | 8    | 2    | 1:59.4 | 大德日神           |
| 26/10/1991 | 日本     | 京都 | 草1400 | GII  | 天鵝錦標               | 57   | 河内洋   | 12   | 16   | 2    | 1:20.6 | K.S.Miracle        |
| 17/11/1991 | 日本     | 京都 | 草1600 | GI   | 一哩冠軍賽             | 55   | 河内洋   | 5    | 15   | 2    | 1:35.2 | 大德日神           |
| 25/12/1991 | 日本     | 中山 | 草1200 | GI   | 短途馬錦標             | 55   | 河内洋   | 12   | 16   | 1    | 1:07.6 | （Narcisse Noir）  |
| 1/3/1992   | 日本     | 阪神 | 草1600 | GII  | 讀賣盃                 | 58   | 河内洋   | 6    | 11   | 6    | 1:37.6 | 大德日神           |
| 25/4/1992  | 日本     | 東京 | 草1400 | GII  | 京王盃春季盃           | 57   | 河内洋   | 10   | 13   | 5    | 1:22.1 | Dynamite Daddy     |
| 17/5/1992  | 日本     | 東京 | 草1600 | GI   | 安田紀念               | 55   | 河内洋   | 16   | 18   | 15   | 1:35.4 | 也文攝輝           |

## 退役後
退役後，第一紅寶成爲了繁殖雌馬，於北海道三石町（今新日高町）第一牧場休養，在1992年進行兩次配種但均不受胎。首匹子嗣Daiichi Cigar於1994年出生，可於1996年出賽。
2007年4月26日，其於牧場內因蹄葉炎死亡，享年20歲。

### 詳細繁殖資料
| 數目   | 馬名            | 出生年 | 性別 | 父系     | 練馬師                                                                                         | 馬主                                           | 戰績                        |
| ------ | --------------- | ------ | ---- | -------- | ---------------------------------------------------------------------------------------------- | ---------------------------------------------- | --------------------------- |
|        | （不受胎）      |        |      | 東來兵   |                                                                                                |                                                |                             |
| 第一匹 | Daiichi Cigar   | 1994   | 雌   | 東來兵   | 栗東・伊藤雄二                                                                                 | 辻本春雄                                       | 8戰2冠2亞2季（退役・繁殖）  |
|        | （未配種）      |        |      |          |                                                                                                |                                                |                             |
| 第二匹 | Daiichi Vivid   | 1996   | 雌   | 東來兵   | 栗東・伊藤雄二                                                                                 | 辻本春雄                                       | 10戰3冠1亞0季（退役・繁殖） |
| 第三匹 | Daiichi Sunday  | 1997   | 雄   | 週日寧靜 | 栗東・伊藤雄二                                                                                 | 辻本春雄                                       | 13戰1冠1亞2季（退役）       |
|        | （未配種）      |        |      |          |                                                                                                |                                                |                             |
| 第四匹 | Iron Beauty     | 1999   | 雌   | 百仁時間 | 栗東・伊藤雄二 →園田・曾和直榮 →栗東・伊藤雄二                                                 | 辻本春雄                                       | 8戰1冠3亞0季（退役・繁殖）  |
| 第五匹 | Daiichi Silence | 2000   | 雄   | 週日寧靜 | 園田・山元紀男 →栗東・昆貢 →園田・山元紀男 →園田・花村通春                                     | 立川繁幸 →NSR Co Ltd →立川繁幸                 | 26戰6冠4亞1季（退役）       |
|        | （受胎失敗）    |        |      | 神鷹     |                                                                                                |                                                |                             |
| 第六匹 | 第一紅寶2002    | 2002   | 雄   | 神鷹     |                                                                                                |                                                | （未出戰）                  |
|        | （受胎失敗）    |        |      | 神鷹     |                                                                                                |                                                |                             |
| 第七匹 | 第一紅寶2005    | 2005   |      | 大洋船   |                                                                                                |                                                | （出生後夭折）              |
| 第八匹 | Captain Ruby    | 2004   | 雄   | 大洋船   | 栗東・加用正 →笠松・加藤幸保 →美浦・菊川正達 →美浦・佐佐木亞良 →美浦・伊藤大士 →美浦・古賀慎明 | Turf Sport Co Ltd →中島雅春 →Turf Sport Co Ltd | 28戰5冠0亞1季（退役）       |
|        | （受胎失敗）    |        |      | 吉兆     |                                                                                                |                                                |                             |
|        | （受胎失敗）    |        |      | 緬甸皇城 |                                                                                                |                                                |                             |

## 血統簡介
父系Tosho Boy爲日本賽駒，生涯戰績優秀，曾勝出皋月賞及有馬紀念，因其強大的加速力及末腳速度而被稱爲「天馬」。祖父Tesco Boy爲英國賽駒，生涯戰績優秀，曾於1966年勝出女皇安妮錦標。
母系Hagino Top Lady爲日本賽駒，生涯戰績優秀，曾勝出1980年櫻花賞及女皇伊利沙伯二世盃，滋生血統亦非常優秀，出自被稱爲「華麗一族」（華麗なる一族）的傳統雌系。外祖父Sancy爲法國賽駒，生涯戰績不俗，曾勝出國富大賽及魯力斯大賽等賽事。

### 血統表
| 父線：Tesco Boy系（Princely Gift系）      |                                 |                          |              |
| 種馬 Tosho Boy 1973年（棗色）             | Tesco Boy 1963年（深棗色）      | Princely Gift            | Nasullah     |
| 種馬 Tosho Boy 1973年（棗色）             | Tesco Boy 1963年（深棗色）      | Princely Gift            | Blue Gem     |
| 種馬 Tosho Boy 1973年（棗色）             | Tesco Boy 1963年（深棗色）      | Suncourt                 | Hyperion     |
| 種馬 Tosho Boy 1973年（棗色）             | Tesco Boy 1963年（深棗色）      | Suncourt                 | Inquisition  |
| 種馬 Tosho Boy 1973年（棗色）             | Social Butterfly 1957年（棗色） | Your Host                | Alibhai      |
| 種馬 Tosho Boy 1973年（棗色）             | Social Butterfly 1957年（棗色） | Your Host                | Boudoir      |
| 種馬 Tosho Boy 1973年（棗色）             | Social Butterfly 1957年（棗色） | Wisteria                 | Easton       |
| 種馬 Tosho Boy 1973年（棗色）             | Social Butterfly 1957年（棗色） | Wisteria                 | Blue Cyprus  |
| 繁殖雌馬 Hagino Top Lady 1977年（深棗色） | Sancy 1969年（深棗色）          | Sanctus 1969年（深棗色） | Fine Top     |
| 繁殖雌馬 Hagino Top Lady 1977年（深棗色） | Sancy 1969年（深棗色）          | Sanctus 1969年（深棗色） | Sanelta      |
| 繁殖雌馬 Hagino Top Lady 1977年（深棗色） | Sancy 1969年（深棗色）          | Wordys                   | Worden       |
| 繁殖雌馬 Hagino Top Lady 1977年（深棗色） | Sancy 1969年（深棗色）          | Wordys                   | Princess Dys |
| 繁殖雌馬 Hagino Top Lady 1977年（深棗色） | Itto 1971年（深棗色）           | Venture                  | Relic        |
| 繁殖雌馬 Hagino Top Lady 1977年（深棗色） | Itto 1971年（深棗色）           | Venture                  | Rose Olynn   |
| 繁殖雌馬 Hagino Top Lady 1977年（深棗色） | Itto 1971年（深棗色）           | Miss Marumichi           | Never Beat   |
| 繁殖雌馬 Hagino Top Lady 1977年（深棗色） | Itto 1971年（深棗色）           | Miss Marumichi           | Cupit        |
| 雌系：號族：7-e                           |                                 |                          |              |
| 五代內近親交配：Hyperion 4×5              |                                 |                          |              |

## 命名由來
名字中Daiichi（ダイイチ）爲馬主辻本春雄之冠名，出自其所經營的第一生混凝土公司，Ruby（ルビー）則爲紅寶石的意思。

## 外部連結
- 第一紅寶 netkeiba.com
- 第一紅寶 sportsnavi.com
- 第一紅寶 jbis.or.jp
- 血統表